# 足立正生
足立正生（日语：／ Adachi Masao，1939年5月13日—）是一名日本編劇、電影導演、演員和前日本赤軍成員，在1960年代至1970年代最為活躍。

## 生平
足立正生以與導演若松孝二和大島渚的寫作合作而知名，經常以「出口一弦」或「出口出」為筆名，他也導演一些自己的電影，通常涉及左翼政治主題。在日本新浪潮電影運動中，足立正生是一位傑出的導演，在拍攝紀錄片的同時也拍攝粉紅色電影。他在1970年代初停止拍電影，並加入日本赤軍。在黎巴嫩潛伏了28年後，他因違反護照規定被捕。
2001年9月，足立正生被認定違反護照規定，並被判處四年徒刑，緩刑18個月。獲釋後，他經約旦被驅逐回到日本，在那裡他因其他違反護照規定的行為再次被捕。在被關押一年半後，他被定罪，並根據他已經服刑的時間被釋放。第二次獲釋後，他在離開電影界30年後重新開始製作電影。

## 影視作品
| 年份 | 標題                                             | 職務 | 職務 | 職務 | 職務 | 備註                 |
| 年份 | 標題                                             | 導演 | 編劇 | 製作 | 演員 | 備註                 |
| ---- | ------------------------------------------------ | ---- | ---- | ---- | ---- | -------------------- |
| 1960 | 《》                                             | 是   | 是   | 是   | 否   |                      |
| 1961 | 《碗》（椀）                                       | 是   | 否   | 否   | 否   |                      |
| 1963 | 《鎖陰》（鎖陰）                                     | 是   | 否   | 是   | 否   |                      |
| 1966 | 《胎兒密獵刻》                                   | 否   | 是   | 否   | 否   |                      |
| 1966 | 《堕胎》（堕胎）                                     | 是   | 否   | 否   | 否   |                      |
| 1966 | 《避妊革命》                                     | 是   | 否   | 否   | 否   |                      |
| 1967 | 《被侵犯的白衣》                                 | 否   | 是   | 否   | 否   |                      |
| 1967 | 《銀河系》（銀河系）                                   | 是   | 是   | 是   | 否   |                      |
| 1968 | 《三個復活的醉漢》                               | 否   | 是   | 否   | 否   |                      |
| 1968 | 《代孕女》（腹貸し女）                                   | 否   | 是   | 否   | 否   |                      |
| 1968 | 《性地帶》（性地帯 セックスゾーン）                                   | 是   | 否   | 否   | 否   |                      |
| 1968 | 《毛の生えた拳銃》                               | 否   | 否   | 否   | 是   |                      |
| 1968 | 《絞死刑》                                       | 否   | 否   | 否   | 是   |                      |
| 1969 | 《新宿小偷日記》                                 | 否   | 是   | 否   | 否   |                      |
| 1969 | 《永遠的處女》（ゆけゆけ二度目の処女）                               | 否   | 是   | 否   | 否   |                      |
| 1969 | 《性遊戲》（性遊戯）                                   | 是   | 否   | 否   | 否   |                      |
| 1969 | 《女學生游擊隊》（女学生ゲリラ）                             | 是   | 否   | 否   | 否   |                      |
| 1969 | 《狂走情死考》（狂走情死考）                               | 否   | 是   | 否   | 是   |                      |
| 1969 | 《簡稱：連續射殺魔》                             | 是   | 否   | 是   | 否   | 關於永山則夫的紀錄片 |
| 1970 | 《新宿的瘋狂》（新宿マッド）                               | 否   | 是   | 否   | 否   |                      |
| 1970 | 《性賊》                                         | 否   | 是   | 否   | 否   |                      |
| 1970 | 《叛女：夢幻地獄》（叛女・夢幻地獄）                           | 是   | 否   | 否   | 否   |                      |
| 1970 | 《》                                             | 否   | 是   | 否   | 否   |                      |
| 1971 | 《性輪迴：尋死之女》（性輪廻 死にたい女）                         | 否   | 是   | 否   | 否   |                      |
| 1971 | 《秘花》（秘花）                                     | 否   | 是   | 否   | 否   |                      |
| 1971 | 《》                                             | 否   | 是   | 否   | 否   |                      |
| 1971 | 《》                                             | 是   | 是   | 否   | 否   |                      |
| 1971 | 《日本赤軍-巴勒斯坦解放組織：世界戰爭宣言》 （赤軍PFLP・世界戦争宣言） | 是   | 否   | 否   | 是   |                      |
| 1972 | 《天使的恍惚》                                   | 否   | 是   | 否   | 是   |                      |
| 1972 | 《》                                             | 否   | 是   | 否   | 否   |                      |
| 1972 | 《高校生無賴控》                                 | 否   | 是   | 否   | 否   |                      |
| 2004 | 《粉紅絲帶》                                     | 否   | 否   | 否   | 是   |                      |
| 2007 | 《幽閉者》（幽閉者 テロリスト）                                   | 是   | 是   | 否   | 否   |                      |
| 2008 | 《沙之影》                                       | 否   | 否   | 否   | 是   |                      |
| 2010 | 《革命小子》                                     | 否   | 否   | 否   | 是   |                      |
| 2011 | 《老左正傳：足立正生起革命》 （美が私たちの決断をいっそう強めたのだろう/足立正生）                | 否   | 否   | 否   | 是   |                      |
| 2016 | 《飢餓藝術家》                                   | 是   | 是   | 否   | 否   | 兼剪輯、企劃         |
| 2016 | 《》                                             | 否   | 否   | 否   | 是   |                      |
| 2017 | 《月夜釜合戰》（月夜釜合戦）                               | 否   | 否   | 否   | 是   |                      |
| 2017 | 月蝕歌劇團「」                                   | 否   | 否   | 否   | 是   |                      |
| 2022 | 《REVOLUTION+1》                                 | 是   | 否   | 否   | 否   |                      |

## 著作
- 足立正生（晶文社，1974年）
- 足立正生、平澤剛（河出書房新社，2003年 ISBN 978-4309266121）
- 足立正生、山口猛（愛育社，2005年 ISBN 978-4750002323）

## 外部連結
- . Allmovie.   [2007-11-17]. （原始内容存档于2012-10-22）.
- .   [2007-11-17]. （原始内容存档于2018-11-11）.
- 足立正生在互联网电影资料库（IMDb）上的資料（英文）
- 日本電影數據庫（JMDb）上足立正生的資料（日語）
- . May 2007  [2008-04-16]. （原始内容存档于2022-09-27） （德语）.
- . May 2007  [2008-04-16]. （原始内容存档于2011-07-18） （意大利语）.
- .   [2011-02-02]. （原始内容存档于2011-02-09） （法语）.